# 베링 해협

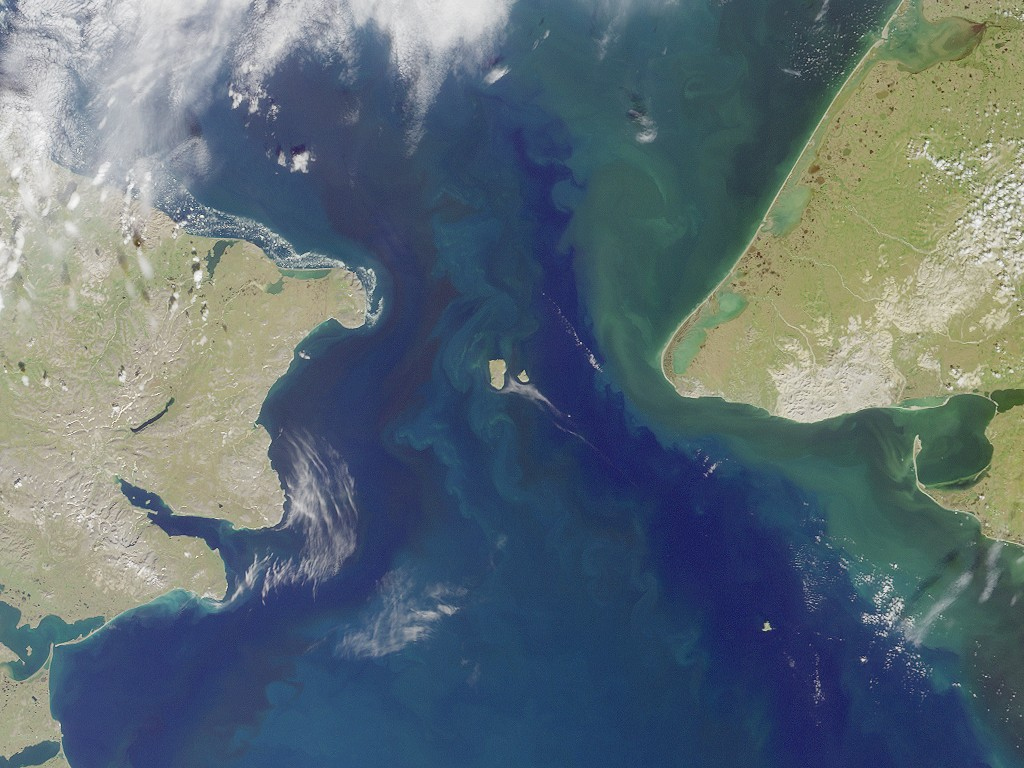
베링 해협

베링 해협(영어: Bering Strait, 러시아어: Бе́рингов проли́в)은 아시아 쪽의 데즈네프 곶과 북아메리카 쪽의 프린스오브웨일스 곶 사이의 해협이다. 폭은 85 km, 깊이는 30-50 m가량 된다. 북쪽으로는 북극해의 일부인 축치해, 남쪽으로는 태평양의 일부인 베링해와 연결된다. 덴마크 출신의 러시아 탐험가 비투스 베링을 따라 이름붙여졌다.
빙하 시대에 해수면이 낮아졌을 때는 베링 육교를 통해 아시아와 아메리카가 연결되어 동물들이 오갈수 있었다. 아메리카 대륙에 처음으로 인류가 진출한 것도 이곳을 통해서였다.